# Кравченко Інесса Миколаївна
Кравченко Інесса Миколаївна (нар. 6 квітня 1968, селище Успенка) - співвласниця «Стан-Інвест» холдингу, видавниця «Колесо Життя», кандидат філософських наук, меценатка.

## Життєпис
Народилася 6 квітня 1968 року в селищі Успенка, Лутугінського району, Луганської області.
- Атестат про середню освіту здобула в 1985 році в середній школі №2 м. Ірпеня, Київської області.
- З 1985 по 1990 р. навчалася в Київському Державному Університеті ім. Т.Г.Шевченка на географічному факультеті за спеціальністю "картографія". В 1988 році народила сина від першого шлюбу - Бірюкова Степана.
- З 1986 по 1993 р. почала працювала на посаді картографа на Київському науково-редакційному картографічному підприємстві.
- 1993 р. навчалася в учбовому центрі малого підприємництва "ІСТОК" по програмі "Бухгалтерський облік в госпрозрахункових організаціях". Починаючи з цього року, впродовж 8 років працювала в ГПУ     начальника управління з контролю у сфері ЗЕД, де було присвоєно спеціальне звання "Радник податкової служби третього рангу".
- З 1994 по 1996 навчалася в Українському державному університеті харчових технологій за спеціальністю "Облік та аудит", здобула кваліфікацію "Бухгалтер-економіст".
- З 1999 по 2001 навчалася в Київському Державному Університеті ім. Т.Г.Шевченка, Український центр правничих студій Української правничої фундації за     спеціальністю "Правознавство"  та здобула кваліфікацію "Магістр права".
- З 2001 по 2017 р. працювала в ТОВ "СП Стан-Комплект" на посаді директора фінансово-ревізійного контролю". В 2002 році одружилася із Кравченко Олегом Борисовичем.
- В 2014 році за рішенням атестаційної колегії Житомирського державного університету імені Івана Франка, на підставі прилюдного захисту дисертації, було присуджено науковий ступінь кандидата філософських наук із спеціальності "Соціальна філософія та філософія історії". Тема дисертації: "Генеза трудового потенціалу сучасного українського суспільства в умовах трансформаційних змін: соціально-філософські виміри".
- З 2017 р. по теперішній час працює в ТОВ "Видавництво "Колесо Життя" на посаді журналіста.

## Родина
Вдова, має трьох дітей. Старший син від першого шлюбу - Бірюков Степан (нар. 1988 р.) та двоє дітей від другого шлюбу - Кравченко Георгій (нар. 2003 р.) та Кравченко Дарья (нар. 2004 р.).

## Діяльність
Першою освітою Інесси Кравченко стала картографія. Ще юною дівчиною її манив Пошук, Шлях і пошук нових шляхів. Все життя сприймалося як пошук, пошук сенсів та втамування внутрішньої спраги пізнання. Наступними точками на шляху стали ще дві вищі освіти - юридична і психологічна, захист дисертації з філософії на тему “Підвищення ролі творчого потенціалу людини трудових ресурсів в епоху трансформаційних змін”. Пошук пролягав крізь абсолютно різні сфери: від податкової інспекції до управління великим підприємством та книжковим видавництвом.
Важливим етапом стало заснування Академії Реального Життя - центру, спрямованого на допомогу жіночому духовному зростанню, розвиток інструментів власної сили, відкриття світу жінки. Тут розробляли потужні трансформаційні тілесні та духовні практики, шукали відповіді на питання та координати руху до мети: досягти щастя і радості.
Під час роботи над Академією, цілком природно і несподівано, як дитина, народився наступний проєкт - видавництво “Колесо Життя”. У підсумку видавництво стало окремою мандрівкою, адже за 18 років були відкриті прекрасні спікери, підняті дуже важливі теми, реалізовані амбітні проєкти, видані твори видатних філософів - Володимира Нікітіна, Ігоря Козловського, Андрія Зелінського та ін.

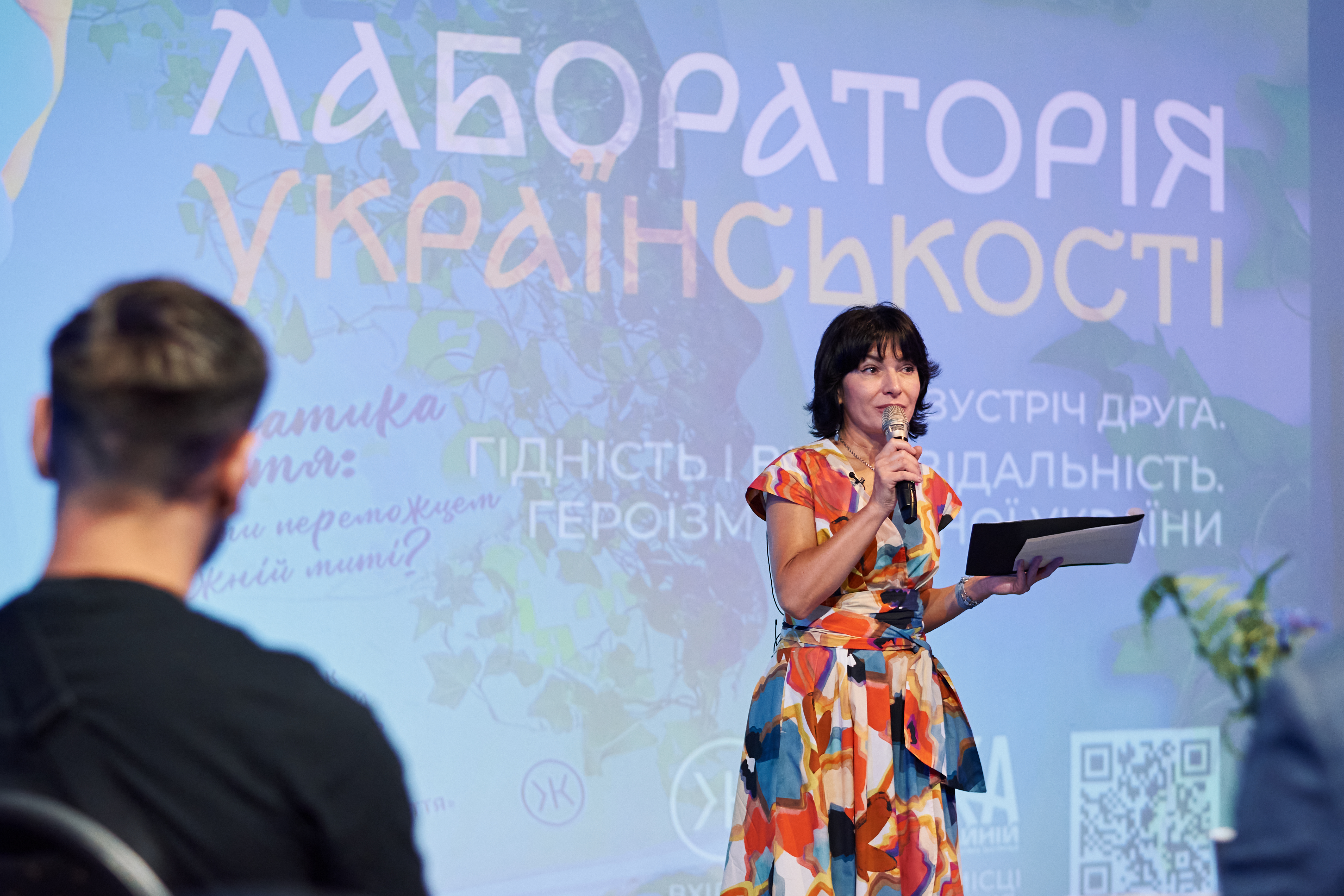
Інесса Кравченко під час Лабораторії Українськості

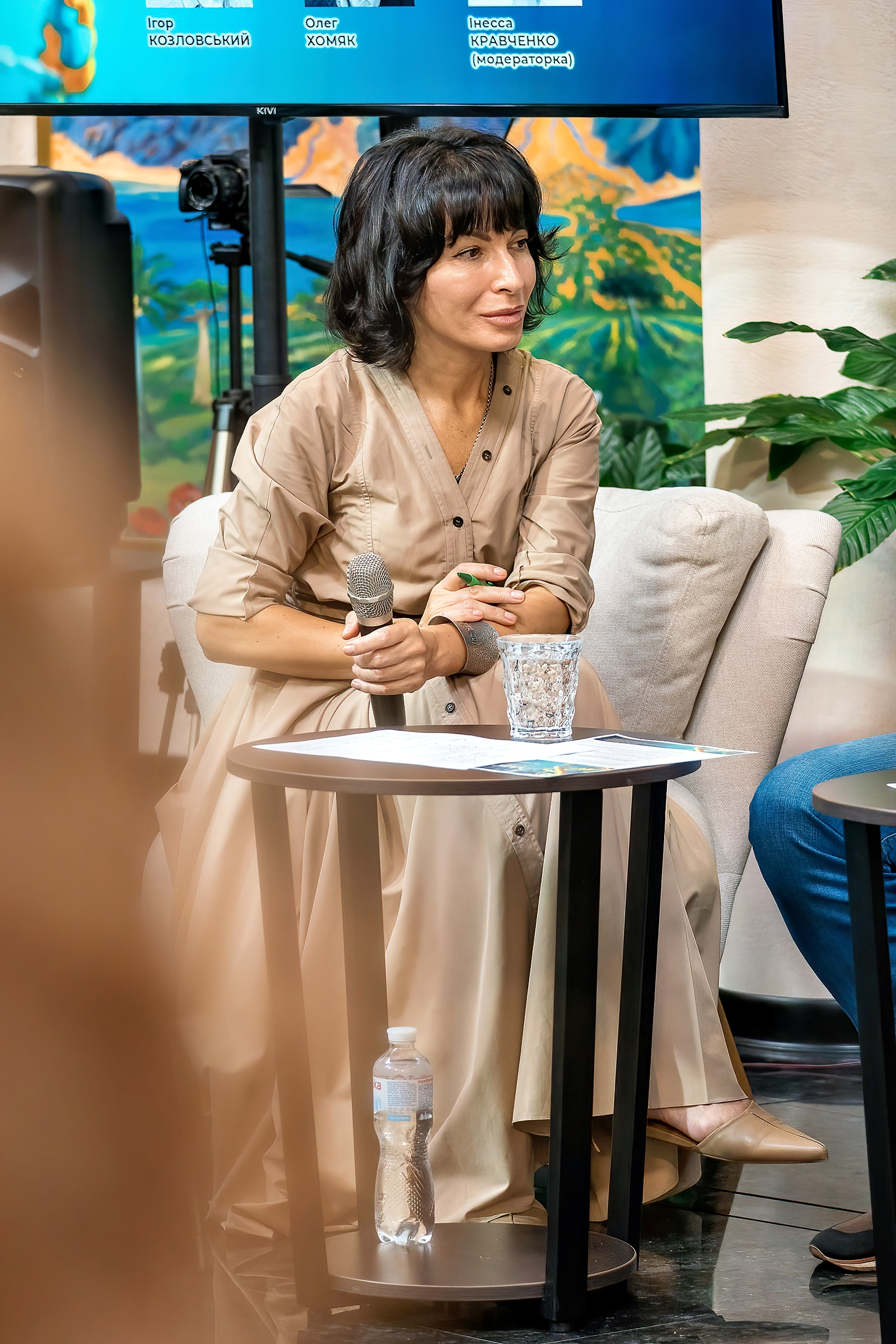
Інесса Кравченко під час події проєкту "Людина Диво Світ"

“Колесо Життя” з самого витоку було особливим видавництвом. Крім випуску друкованого журналу, що став культовим в інтелігентних колах, воно акцентувало на допомозі в особистому розвитку людини. Створення журналу було поступовим процесом, кожен етап якого визначався кардинальними поворотами контекстів. Як дипломований коуч, Інесса розробляла щоденники самоналаштування, команда видавництва ініціювала івенти, що надихали: трансформаційні практики, зустрічі з коучами, письменниками, філософами - напрацьованим колом спікерів. Саме на цих заходах Інесса відчула, що їй надає крила бачення, коли переживання, відчуте людиною на події чи зустрічі, стає початком для чогось нового. Це послужило імпульсом для відкриття загальної мети. Стало ясно, що видавництво - це крок до нового проєкту, і всі доробки, такі як дослідження аудиторії й обробка зворотного зв’язку, стануть у нагоді для будування нового задуму.

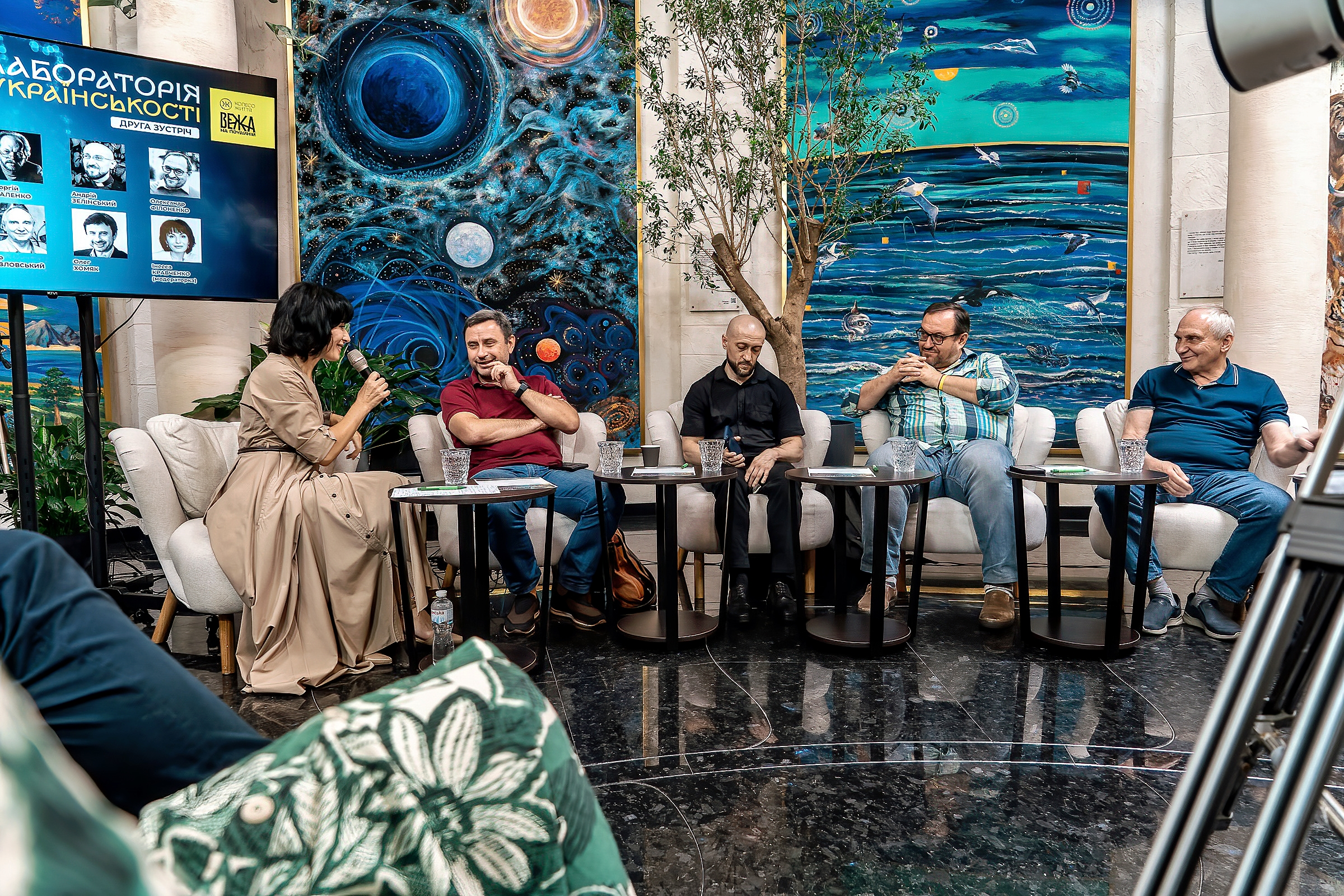
Події проєкту "Людина Диво Світ"

Проєкт “Колесо Життя” завжди був людиноцентричним, але з розвитком ставав все більш конкретним. Образ Людини виринув на поверхню, зайнявши обкладинки журналу з темою “Людина і Межа” у 2022 році. Важливою стала книга спікера “Колеса  життя” отця Андрія Зелінського “Семенові Зорі”, написана та презентована в резиденції “Вежа на Почайні” після початку широкомасштабного вторгнення в 2022 році. Ключова ідея книги -  ідея Дивосвіту - світу вільних людей, що запалюють зорі, втілюють мрії в реальність і змінюють світ на краще. Ця книга надихнула Інессу на створення форуму “Освіта Дивосвіту”  у 2023 році. Завдяки відгукам і зворотному зв’язку форум надав  нову мету: дати зелене світло Людині Диво Світу, аби вона могла створити Дивосвіт. Створити спільноту таких Людей, об’єднаних сенсами і мотивацією.
Проєкт “Людина Диво Світ” - це проєкт про Людину на фоні сучасного життя. Людина, що бачить Диво, створює Світ, який, одночасно, проявляє це Диво. Важливим етапом у цих пошуках та трансформації став форум «Освіта Дивосвіту», який зібрав кілька сотень учасників та провідних експертів восени 2023 р. Ідейною натхненницею і меценаткою форуму виступила Інесса Кравченко, видавниця «Колеса Життя». Ця подія стала великим подивом для української освітньої та думаючої спільноти.

## Форум "Освіта Дивосвіту"
Концепція форуму «Освіта Дивосвіту» була заснована на книзі філософа та політолога, військового капелана - о. Андрія Зелінського «Семенові зорі». Це книга про Дивосвіт - світ вільних людей, що втілюють у життя свої мрії, в якому кожен творить себе і всі разом творять щасливе життя для кожного. Це алегорична казка про випробування і зміни. Про зростання особистості, знаходження свого місця у світі. Про мандрівку до себе справжнього, цілісного і зрілого. За таким самим принципом подолання Шляху було побудовано і форум «Освіта Дивосвіту», і далі  - платформа «Людина Диво Світ».
Головними цінностями платформи є: людяність, екологічність та інноваційність. Платформа проєкту охоплює та збирає експертів з різних галузей знань: економісти, філософи, освітяни, культорологи,військові, психологи, громадські діячі та ін.

## Статті та інтерв'ю
- Viva.ua: "Інтерв’ю з власницею видавництва «Колесо життя» Інесою Кравченко про всі її всесвіти"[1] - 22.09.2023
- Колесо Життя. Видавництво: "Інесса Кравченко, жінка, яка запалює зірки, про формулу успіху в бізнесі та освіту Дивосвіту України"[2] - 22.09.2023
- Колесо Життя. Видавництво: "Інеса Кравченко. «Для мене дуже важливо завжди в житті знайти сенс»"[3] - 16.02.2024
- Онлайн-журнал "Українки": "Інесса Кравченко: «Моє завдання – розкривати     красу людини, навіть якщо вона сама її не бачить»"[4]
- Онлайн-журнал "Українки": "Людина і межа: провідні українські експерти про виклики й шляхи України після війни"[5]
- "Вечірній Київ": "Освіта має народжувати особистість — Інесса Кравченко"[6] - 24.09.2023
- Всеосвіта: "Просвітній Форум «Освіта Дивосвіту»"[7] - 18.09.2023